# Paul Ariste
Paul Ariste (tidigare Paul Berg), född 3 februari 1905 i Torma by i landskapet Jõgevamaa, död 2 februari 1990, var estnisk språkvetare.

## Biografi
Ariste var son till en smed och familjen flyttade till Tallinn. År 1921 skrev han sin första tidningsartikel. Den berörde liverna och var skriven på esperanto. Han var esperantist. Han studerade filologi vid Tartu universitet och blev klar 1929. Till att börja med studerade han svenskans inflytande på estniskan. Samtidigt arbetade han på Estlands nationalmuseum och nationalarkiv. Ariste forskade i finsk-ugriska språk, jiddisch och romani.
Under Sovjetockupationen förblev han den ende språkvetaren med doktorsgrad vid Tartu universitet. De andra hann sätta sig i säkerhet utomlands. Han blev den finsk-ugriska språkens avdelningschef, men arresterades av NKVD 1945. Efter ett år var han tillbaka på universitetet. År 1954 blev han medlem av Estlands vetenskapsakademi.